# 小行星1441
小行星1441（1441 Bolyai）是一颗绕太阳运转的小行星，为主小行星带小行星。该小行星于1937年11月26日发现。
該小行星以匈牙利數學家鮑耶·亞諾什命名。

## 轨道参数
小行星1441的轨道半长轴为2.6306082 UA，离心率为0.238。